# Paul Jensen
Palle Lykke Jensen (Ringe, 4 novembre 1936 – Anversa, 19 aprile 2013) è stato un ciclista su strada danese.

## Biografia
Palle Lykke Jensen, chiamato Paul Jensen in Italia, partecipò alle Olimpiadi del 1956 nella corsa su strada, ma si ritirò a pochi chilometri dal traguardo. Nel 1962 fu medaglia d'oro nell'americana agli europei.
Vinse complessivamente 21 sei giorni su 122 partecipazioni. Per quanto riguarda le classiche il suo miglior risultato fu il terzo posto alla Gand-Wevelgem del 1966.
Dopo aver sposato la figlia del ciclista belga Rik Van Steenbergen, con il quale aveva corso in coppia diverse sei giorni nel 1962 si trasferì in Belgio, dove lavorò al porto di Anversa.

## Palmarès

### Strada
- 1965
- Kampioenschap van Vlaanderen

1969
- Circuit de Brugge

### Pista
- 1958

Sei giorni di Aarhus
Sei giorni di Dortmund
Sei giorni di Berlino
- 1959

Sei giorni di Francoforte
Sei giorni di Copenaghen
- 1960

Sei giorni di Francoforte
Sei giorni di Zurigo
- 1961

Sei giorni di Aarhus
- 1962

Sei giorni di Copenaghen
- 1963

Sei giorni di Anversa
Sei giorni di Francoforte
- 1964

Sei giorni di Montreal
- 1967

Sei giorni di Londra
Sei giorni di Montreal
Sei giorni di Zurigo
Sei giorni di Amsterdam